# Die Toten vom Bodensee – Atemlos
Die Toten vom Bodensee – Atemlos ist ein deutsch-österreichischer ORF/ZDF-Fernsehfilm von Regisseur Michael Schneider aus dem Jahr 2024 mit Alina Fritsch und Matthias Koeberlin. Dies ist der 18. Film der Krimiserie Die Toten vom Bodensee. Im ORF wurde er erstmals am 2. Jänner 2024 gezeigt, die Erstausstrahlung im ZDF erfolgte am 15. Januar 2024.

## Handlung
Daria Ballhofer wird drei Tage nach ihrem Verschwinden tot aus dem Bodensee geborgen. Eine Schädelverletzung sowie ein Tauchgewicht um den Hals der Leiche deuten auf einen Mord hin. In ihrem Yogastudio finden sich Blutspuren, sie wurde also dort niedergeschlagen und anschließend in den See geworfen, wo sie ertrunken ist. Anhand der Aufzeichnungen ihrer Sportuhr lässt sich der Tatzeitpunkt ermitteln. Vor ihrem Studio wurde eine Ladesäule gerammt und da sich darauf eine Kamera befindet, kann das Fahrzeug identifiziert werden, das 28 Minuten, bevor Daria bewusstlos wurde, vor ihrem Haus stand. Der Wagen ist auf einen Tauchshop in Bregenz zugelassen, Besitzer ist Gerome Hadid. Er gibt zu, bei Daria gewesen zu sein und die Ladesäule beschädigt zu haben, mit dem Mord habe er aber nichts zu tun. Außerdem gibt ihm seine Frau ein Alibi.
Darias Schwester Sina Wabinski und deren Mutter Marlene Wabinski, eine Immobilienmaklerin, verdächtigen Darias Ehemann, den Apnoetaucher Victor Ballhofer. Dessen Trauer hält sich in Grenzen, er ist vielmehr daran interessiert, einen neuen Rekord im Apnoe-Tauchen im Bodensee aufzustellen. Victors Tauch-Partner Sandro Altstätten scheint von Darias Tod mehr getroffen zu sein als er. Sina und Marlene sind der Meinung, dass die Ehe von Victor und Daria nicht glücklich war, insbesondere nach Darias Fehlgeburt. Victor ist diesbezüglich anderer Meinung, außerdem erbt er Darias Yogastudio, das rund eine Million Euro wert ist. Daria hatte sich in den letzten Wochen vor ihrem Tod stark verändert, sie fing damit an, abstrakte Geisterbilder zu malen. Möglicherweise hatte sie die Fehlgeburt nicht verarbeitet.
Unklar ist den Ermittlern, ob hinter Victors gleichgültiger Fassade ein Schuldeingeständnis steckt oder mit seinem ehrgeizigen Rekordversuch seine Trauer verdrängen möchte. Gerichtsmediziner Egger vermutet bei Victor Ballhofer anhand einer Videoaufnahme und dessen Sprachausfällen und Feinmotorik einen früheren Schlaganfall, von weiterem Tauchen würde er aufgrund der Wahrscheinlichkeit eines möglichen zweiten Schlaganfalles abraten, der unter Wasser mit hoher Wahrscheinlichkeit tödlich enden könnte. Victor Ballhofer bestätigt auf Nachfrage, einen Tauchunfall gehabt zu haben, deshalb begibt er sich regelmäßig in eine Dekompressionskammer, wo er auch zur Tatzeit gewesen wäre.
Bibiana Lago vom Sponsoringunternehmen, dem Uhrenhersteller MondoVox, der den erfolgreichen Rekordversuch per Livestream überträgt, erzählt den Ermittlern, dass Daria mit ihr sprechen wollte, zum vereinbarten Termin war sie allerdings nicht erschienen, was sich mittlerweile durch ihren Tod erklärt. Die Ermittler vermuten, dass sie beim Sponsor erreichen wollte, ihren Mann nicht mehr tauchen zu lassen, wenn sie von dessen gesundheitlichen Problemen berichtet.
Sandro Altstätten wurde von dessen Sponsor MondoVox abgeworben. Er gibt an, Daria geliebt zu haben. Sie machte sich nach dem Tauchunfall ihres Mannes Sorgen um ihn und hatte bei Sandro eine tröstende Schulter gesucht und gefunden und wurde von ihm schwanger. Gerichtsmediziner Egger bestätigt aufgrund der Laborwerte, dass sie bis vor Kurzem hätte schwanger sein können. Darias Schwester und Frauenärztin Sina Wabinski gibt an, bei ihr eine Ausschabung vorgenommen zu haben. Als Sandro Victor von seiner Affäre und der Schwangerschaft mit dessen Frau berichtet, kommt es zu einer handgreiflichen Auseinandersetzung bei der Victor einen erneuten Schlaganfall erleidet.
Egger findet heraus, dass der Schwangerschaftsabbruch mit Medikamenten herbeigeführt wurde. Sina Wabinski erklärt jedoch, ihr das Medikament nicht verschrieben zu haben und auch Victor meint, dass Daria niemals selbst einen Schwangerschaftsabbruch durchgeführt hätte. Sandros Verhältnis zu seinem Geschäftspartner hatte durch die Affäre gelitten, sodass er seine Hälfte der Apnoe-Tauchschule mittlerweile an Gerome Hadid verkauft. Anhand der Überweisung, die von einer IP-Adresse der Wabinski-Immobilien erfolgte, fällt ein Verdacht auf Marlene Wabinski. Sie gibt an, am Tatabend bei Daria gewesen zu sein, wo Gerome sie gesehen hatte und sie mit diesem Wissen erpresst.
Marlene wollte, dass Daria das Kind abtreibt, weil sie Angst um deren Leben hatte. Deshalb habe sie auch heimlich die Abtreibungstabletten aus der Praxis ihrer Tochter Sina geholt, bei einem Streit zwischen den beiden sei Daria dann gestürzt. Die Ermittler vermuten allerdings, dass sie mit einem falschen Geständnis Sina schützen möchte, denn nachweislich hatten die beiden kurz nach dem Tatzeitpunkt miteinander telefoniert. Vermutlich hatte Marlene ihre Tochter als Ärztin zu Hilfe gerufen. Sina Wabinski gesteht schließlich, ihre Schwester aus Eifersucht und Neid in den See geworfen zu haben, obwohl sie wusste, dass sie noch lebte. Sie wird daraufhin festgenommen.

## Produktion und Hintergrund

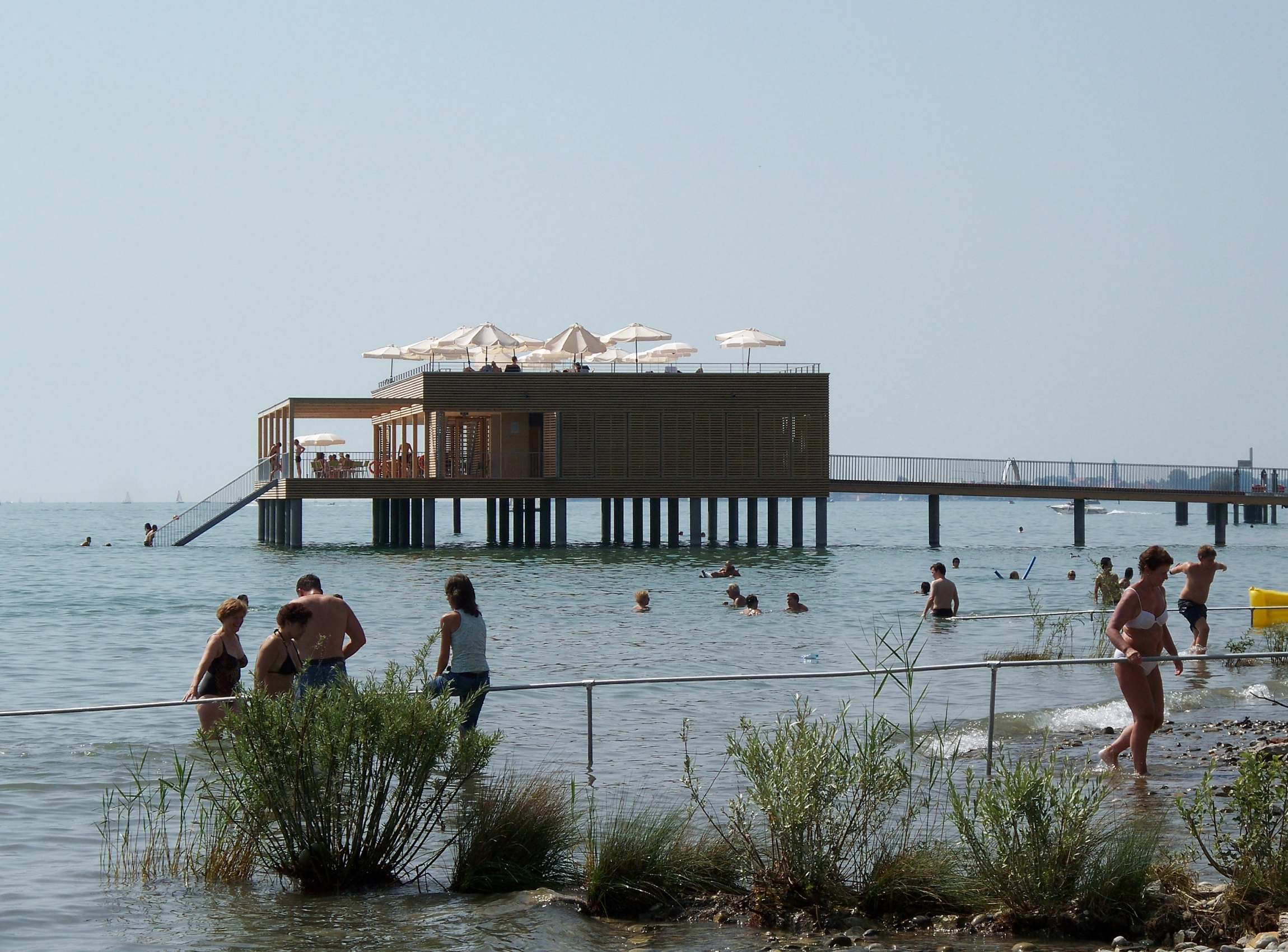
Das Filmmotiv für das Yogastudio von Daria Ballhofer: Ein Café und Badehaus am Kaiserstrand von Lochau

Die Dreharbeiten fanden gemeinsam mit dem 19. Teil Die Messias und dem 20. Teil Nachtschatten von März bis  Juni 2023 am Bodensee und Umgebung statt.
Produziert wurde der Film von der Graf Filmproduktion GmbH und Rowboat Film- und Fernsehproduktion, beteiligt waren der Österreichische Rundfunk und das Zweite Deutsche Fernsehen. Unterstützt wurde die Produktion durch FISA+, den Fernsehfonds Austria sowie das Land Vorarlberg.
Die Kamera führte Lukas Gnaiger, die Musik schrieb Chris Bremus, die Montage verantwortete Jörg Kroschel und das Casting Judith Limberger. Den Ton gestaltete Hjalti Bager-Jonathansson, das Szenenbild Michaela Weniger, das Kostümbild Heike Werner und die Maske Birgit Beranek und Tinka Katherina Brand.

## Rezeption

### Kritiken
Die Kritiker der Fernsehzeitschrift TV Spielfilm bewerteten den Film mit einem Daumen nach oben und resümieren mit den Worten Trotz viel Wasser ein angenehm geerdeter Einsatz. In dem stimmungsvoll fotografierten Fall steche vor allem der starke Auftritt von Marc Benjamin als leutselig-undurchschaubarer Victor Ballhofer hervor.
Tilmann P. Gangloff vergibt auf tittelbach.tv vier von sechs Sternen und bezeichnet Atemlos als eine überdurchschnittliche Episode aus der Reihe. Die Geschichte drehe zwar die eine oder andere Pirouette, doch neben Episodenhauptdarsteller Marc Benjamin sei der Film auch wegen der Bildgestaltung sehenswert. Zudem streicht er speziell die Qualität der Filmmusik von Komponisten Christopher Bremus hervor. Als gut in den Plot integriert sieht er außerdem die private Handlungsebene von Kommissar Oberländer.
Oliver Armknecht vergab auf film-rezensionen.de sechs von zehn Punkten. Atemlos stelle eine deutliche Verbesserung zu vielen vorangegangenen Teilen dar, die wendungsreiche Geschichte sorge für Kurzweil. Schauspielerisch passe das auch, wenngleich die Reihe sich immer noch etwas schwer damit tue, die neue Protagonistin richtig zu integrieren.

### Einschaltquoten
Die Erstausstrahlung im ORF am 2. Jänner 2024 sahen bis zu 629.000 Zuseher, der Marktanteil lag bei 19 Prozent.
Die deutsche Erstausstrahlung am 15. Januar 2024 im Programm des ZDF wurde von 7,21 Millionen Zuschauern gesehen, der Marktanteil betrug 25,9 Prozent.